# Tùng Lộc
Tùng Lộc là một xã thuộc huyện Can Lộc, tỉnh Hà Tĩnh, Việt Nam.

## Địa lý
Xã Tùng Lộc có diện tích 9,92 km², dân số năm 1999 là 8.778 người, mật độ dân số đạt 885 người/km².
Từ xa xưa trên địa bàn xã này có tuyến kênh Nhà Lê nối từ  kinh đô Hoa Lư đến Đèo Ngang đi qua, là tuyến đường thủy đầu tiên trong lịch sử Việt Nam và được coi là tuyến đường Hồ Chí Minh trên sông vì những đóng góp cho các cuộc chiến tranh của người Việt.

## Lịch sử
Ngày 17 tháng 7 năm 2019, HĐND tỉnh Hà Tĩnh ban hành Nghị quyết số 157/NQ-HĐND về việc:
- Sáp nhập một phần của thôn Liên Sơn vào thôn Tân Tùng Sơn.
- Thành lập thôn Liên Tài Năng trên cơ sở thôn Tài Năng và phần còn lại của thôn Liên Sơn.

Ngày 15 tháng 12 năm 2019, HĐND tỉnh Hà Tĩnh ban hành Nghị quyết số 185/NQ-HĐND về việc thành lập thôn Tây Hương trên cơ sở thôn Tây Vinh và thôn Tân Hương.

## Danh nhân
- Nguyễn Đình Quả: Làm quan Thái bộc tự khanh thời Triều Lê
- Đặng Dung(1373–1414): Tướng lĩnh nhà Hậu Trần.